# آلودگی هوا در ایران

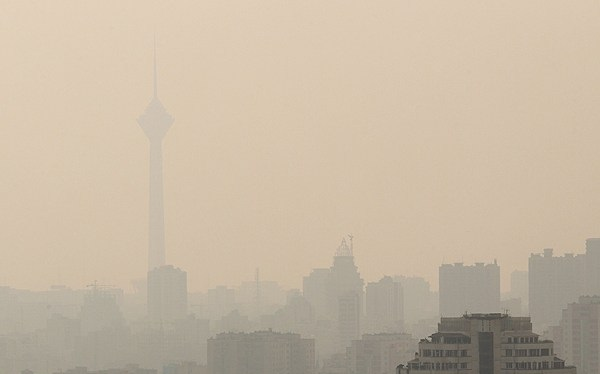
آلودگی هوای تهران – ۱۷ دسامبر ۲۰۱۱

آلودگی هوا در ایران یک خطر قابل توجه برای سلامت و محیط زیست و سلامت است. ایران سومین کشور آلوده جهان است. ایران به عنوان ششمین کشور پر انتشار در جهان است. آلودگی هوا در ایران به شدت در مناطق شهری متمرکز است و طبق گزارش‌ها سالانه ۴۰۰۰۰ ایرانی را می‌کشد. سطوح بالای آلودگی هوا عامل اصلی بیماری‌هایی از جمله بیماری‌های قلبی عروقی، عصبی و بیماری‌های مرتبط با ریه است. هزینه‌های بهداشتی مرتبط با مرگ‌های زودرس و درمان بیماران باعث شده است که ایران سالانه ۳٫۲ درصد از تولید ناخالص داخلی خود را از دست بدهد. سطوح بالای آلاینده‌هایی مانند مونوکسید کربن و ذرات به دلیل ترافیک سنگین موتور در مناطق شهری مرتبط است. در تهران تردد وسایل نقلیه بیشترین سهم آلودگی را دارد. به گزارش رادیو اروپای آزاد، تلاش‌های دولت برای رسیدگی به این موضوع ناکام ماند و در ژانویه ۲۰۲۵، دولت ایران اعلام کرد که پایتخت خود را به دلیل آلودگی از تهران دور خواهد کرد.

## رخدادها
آلودگی هوا در ایران یک چالش مهم زیست‌محیطی و بهداشت عمومی به ویژه در مراکز شهری مانند تهران است. گزارش شده است که سالانه ۴۰۰۰۰ ایرانی بر اثر آلودگی هوا جان خود را از دست می‌دهند. کیفیت هوای تهران اغلب از آستانه‌های خطرناک فراتر می‌رود و غلظت آلاینده‌هایی مانند مونوکسید کربن (CO) و ذرات معلق (PM) اغلب از استانداردهای بین‌المللی فراتر می‌رود. آلایندگی‌های مرتبط با ترافیک، به ویژه از موتورهای موتور غیراستاندارد، عوامل اصلی این موضوع هستند. وسایل نقلیه موتوری مسئول بیش از ۹۰ درصد انتشار CO2 در تهران و تقریباً ۸۰ درصد از آلودگی هوا در کل کشور هستند. بخش کوچکی از وسایل نقلیه، از جمله موتورهای کاربراتوری و موتورسیکلت‌ها، سهم نامتناسب بالایی از آلاینده‌ها را تولید می‌کنند، به طوری که برخی از موتورسیکلت‌ها تا ۶۰ برابر بیشتر از خودروهای استاندارد آلاینده تولید می‌کنند. اندازه‌گیری آلاینده‌های کلیدی هوا، از جمله PM10، SO2، NO2 و O3 به‌طور مداوم از حد تعیین شده توسط سازمان بهداشت جهانی (WHO) و آژانس حفاظت از محیط زیست (EPA) فراتر می‌رود. مهدی گفت این امر سالانه به هزاران مرگ زودرس در ایران کمک می‌کند.
آلودگی هوا با مسائل بهداشتی از جمله در ایران مرتبط است. در تهران‌هایی مانند دی‌اکسید گوگرد (SO2)، دی‌اکسید نیتروژن (NO2) و ازن (O3) به ترتیب با ۱۴۵۸، ۱۰۵۰ و ۸۱۹ مرگ بیشتر در سال ۲۰۱۱ همراه بودند. برآوردهای رسمی از سال ۲۰۱۳، حدود ۴۴۶۰ مرگ سالانه در تهران را به دلیل آلودگی هوا گزارش کرده است. این ارقام بر تأثیر شدید کیفیت پایین هوا بر سلامت عمومی تأکید می‌کند. ارزیابی‌های اقتصادی اهمیت موضوع را بیشتر نشان می‌دهد. یک گزارش بانک جهانی در سال ۲۰۰۵ تخمین زده است که آلودگی هوای شهری منجر به زیان اقتصادی سالانه ۶۴۰ میلیون دلاری می‌شود که معادل ۰٫۵۷ درصد از تولید ناخالص داخلی ایران است. تحلیل‌های اخیر ایران را به عنوان سومین کشور آلوده جهان رتبه‌بندی کرده‌اند و آلودگی هوا سالانه حدود ۱۶ میلیارد دلار برای این کشور هزینه دارد.
تلاش برای کاهش آلودگی هوای شهری، از جمله پروژه‌های درختکاری و برنامه‌های نظارتی. این تلاش‌ها موفقیت محدودی داشته است. اقدام علیه آلودگی هوا به دلیل اجرای ناکافی مقررات، فناوری‌های قدیمی وسایل نقلیه و روش‌های تولید انرژی غیراستاندارد یا غیرقانونی مانع شده است.

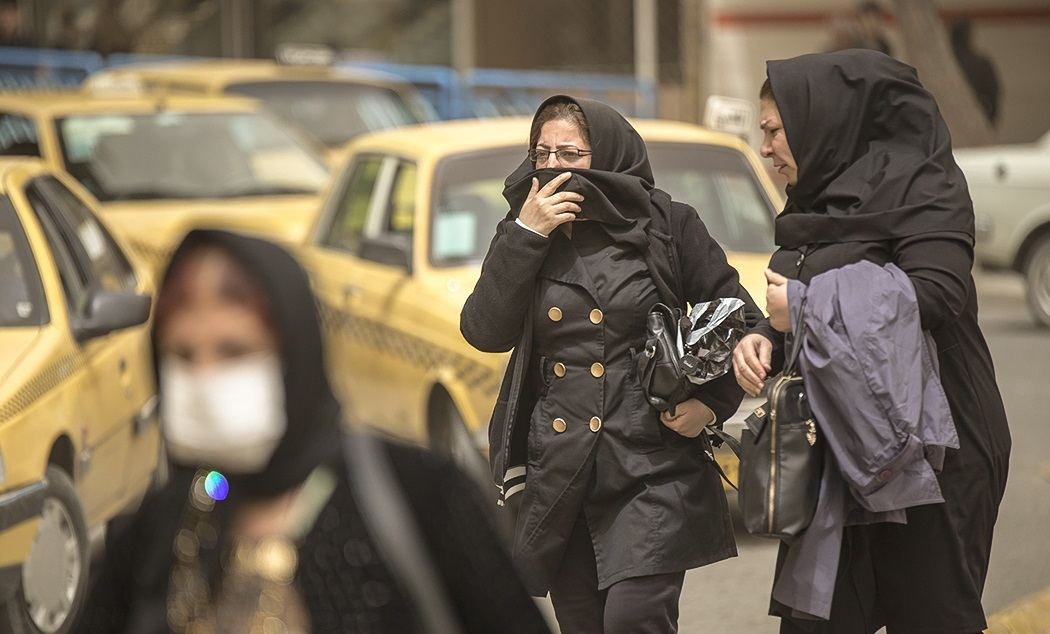

## صدمه به سلامتی
آلودگی هوا یک خطر بزرگ برای سلامت جهانی است که در ایجاد طیف گسترده‌ای از بیماری‌ها و مرگ‌های زودرس نقش دارد. ذرات ریز (PM2.5) به ویژه مضر هستند، زیرا می‌توانند به اعماق ریه‌ها نفوذ کرده و وارد جریان خون شوند و منجر به بیماری‌های تنفسی و قلبی عروقی، سرطان‌ها و اختلالات عصبی مانند بیماری آلزایمر و زوال عقل شوند. جمعیت‌های آسیب‌پذیر، از جمله کودکان، سالمندان، و آن‌هایی که از قبل شرایط سلامتی دارند، به‌طور نامتناسبی تحت تأثیر قرار می‌گیرند.
ذرات معلق (PM)، یکی از اجزای اصلی آلودگی هوا، از مخلوطی از ذرات معلق در هوا تشکیل شده است که اندازه آنها معمولاً از ۲٫۵ تا ۱۰ میکرومتر (PM2.5 تا PM10) متغیر است. این ذرات به شدت با بیماری‌های ریوی و قلبی از جمله حملات قلبی، تشدید آسم و کاهش عملکرد ریه وکم نفسی مرتبط هستند. ذرات کوچکتر، مانند PM2.5، می‌توانند به اعماق دستگاه تنفسی نفوذ کنند و خطر مشکلات سلامتی شدیدتر را افزایش دهند. قرار گرفتن طولانی مدت در معرض آلودگی ذرات معلق به دلیل افزایش نرخ بیماری‌های قلبی عروقی، سرطان ریه و شرایط تنفسی مانند بیماری انسدادی مزمن ریه (COPD) با کاهش امید به زندگی مرتبط است. اثرات مضر بر سلامت از مطالعات مختلف مشهود است و خطرات بهداشتی قابل توجه قرار گرفتن طولانی مدت در معرض آلاینده‌های ذرات را برجسته می‌کند.
ازن سطح زمین (GLO)، که از طریق واکنش بین اکسیدهای نیتروژن و ترکیبات آلی فرار ایجاد می‌شود، خطرات قابل توجهی برای سلامت انسان به همراه دارد. این می‌تواند با آسیب رساندن به بافت ریه و اختلال در عملکرد سلولی باعث مشکلات تنفسی، به ویژه آسم شود. قرار گرفتن در معرض طولانی مدت ممکن است منجر به بیماری‌های مزمن تنفسی، افزایش خطر آسیب DNA و سایر عوارض سلامتی شود.

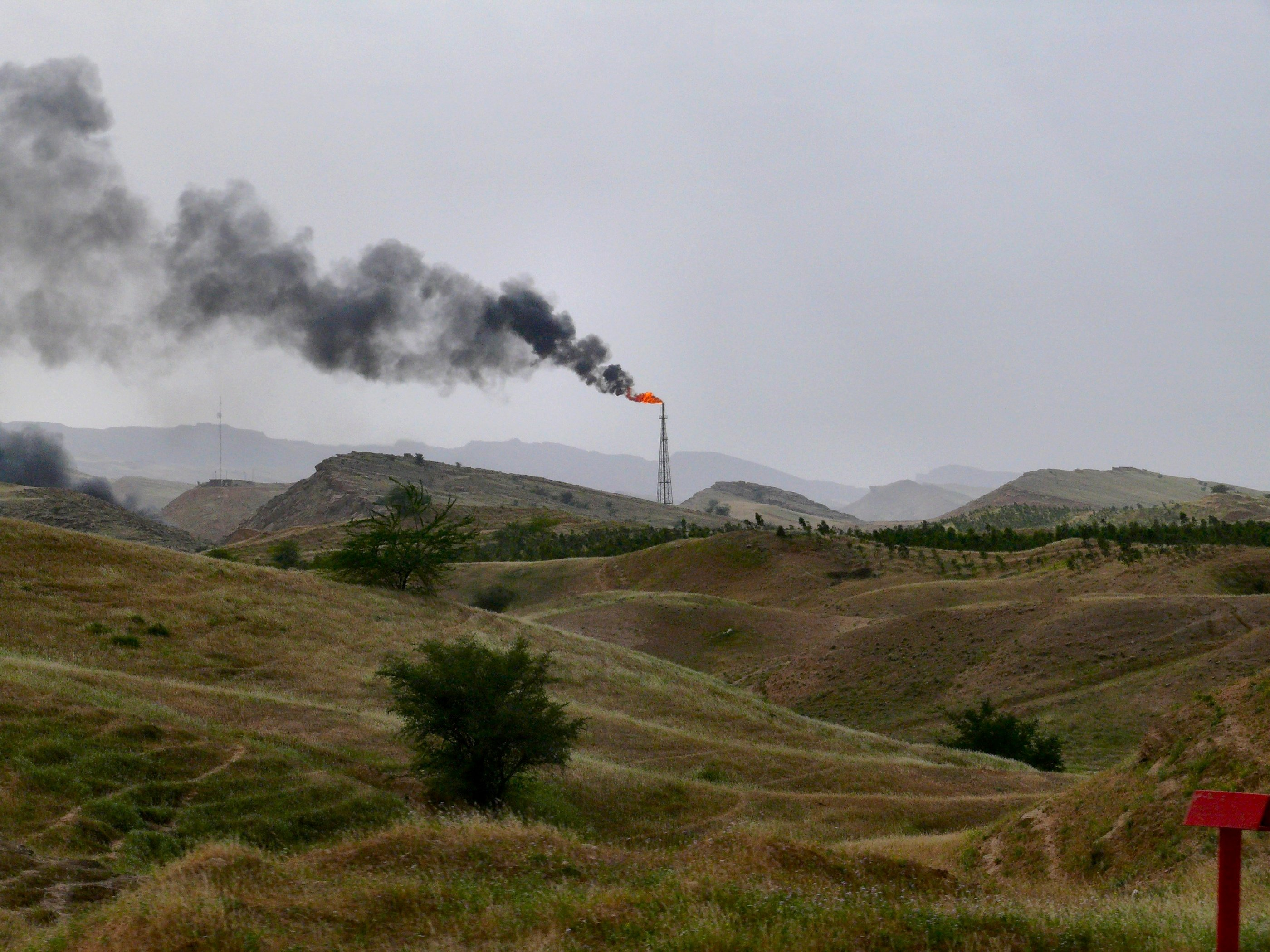

## صدمه به زیست‌محیطی
به گفته مهدی، آلودگی هوا پیامدهای زیست‌محیطی دارد و بر آب‌های زیرزمینی، خاک و فضا تأثیر می‌گذارد. مطالعات نشان می دهدند که آلاینده‌های زیست‌محیطی به انقراض و نابودی گونه‌های مختلف گیاهی و جانوری کمک می‌کند، و تنوع زیستی را تهدید می‌کند. مواد سمی موجود در هوا نیز می‌توانند تولید مثل حیوانات را مختل کنند. علاوه بر این، آلودگی هوا منجر به باران اسیدی، وارونگی دما، و از طریق پخش گازهای گلخانه ای به تغییرات آب و هوایی جهانی می‌شود. به گزارش رادیو اروپای آزاد، ایران ششمین کشور آلاینده کننده در جهان است.

## آلودگی هوای تهران
از سال ۲۰۱۶ تا ۲۰۲۱، تهران، پایتخت ایران، نوسانات کیفیت هوا را تجربه کرد، به طوری که بیش از ۲۰ درصد از روزها دارای شاخص کیفیت هوا (AQI) بیش از ۱۰۰ بودند که نشان دهنده هوای ناسالم برای گروه‌های حساس است. بدترین آلودگی در سال ۲۰۲۰ رخ داده است، با ۳۳٫۴۳ درصد از سال که توسط AQI بالای ۱۰۰ مشخص شده است. این تغییر قابل توجهی نسبت به سال‌های گذشته بود، زیرا مطالعات ۲۰۱۷–۲۰۱۲ نشان داد که حدود ۳۲ درصد از روزها دارای کیفیت هوای ناسالم هستند. کیفیت هوای این شهر اما در سال‌های پس از تصویب قانون هوای پاک ایران در سال ۲۰۱۷ تا حدودی بهبود یافت که نقش بسزایی در کاهش سطح آلودگی داشت.
در سال ۲۰۲۰، توزیع ماهانه AQI در تهران تغییرات قابل توجهی را نشان داد. مارس تنها ماه با هوای نسبتاً تمیز بود و ۱۳ درصد از روزها مطابق با استانداردهای کیفیت هوا بودند. از ماه مارس تا اکتبر، کیفیت هوا به‌طور کلی متوسط بود، در ماه‌های مه، آوریل و اکتبر بالاترین نسبت روزهای با کیفیت هوا قابل قبول بود. با این حال، در دسامبر، نوامبر و ژانویه سطوح AQI بیش از ۱۰۰ برای بیش از ۵۰ درصد روزها فراتر رفت و دسامبر ناسالم‌ترین هوا را داشت. این الگوی آلودگی در ماه‌های زمستان با روندهای مشاهده شده در مناطق دیگر همسو است، جایی که دمای سرد و کاهش جریان هوا مانع پراکندگی آلاینده‌ها می‌شود.
تغییرات فصلی کیفیت هوا در تهران از جمله به دلیل وارونگی دما و شرایط فضایی است که حرکت هوا را محدود می‌کند. در طول ماه‌های سردتر، گرمایش مصرف سوخت فسیلی را افزایش می‌دهد و سطح آلودگی را تشدید می‌کند. جالب اینجاست که کیفیت هوای تهران در فصل بهار و تابستان که معمولاً آلودگی کمتری را تجربه می‌کنند، بهبود نشان می‌دهد. طوفان‌های گرد و غبار در اواخر بهار و اوایل تابستان می‌توانند به‌طور قابل توجهی سطح ذرات معلق (PM) را افزایش دهند و خطرات سلامتی را افزایش دهند.

### آلودگی فصلی
تغییرات فصلی در غلظت آلاینده‌های هوا در سال‌های ۲۰۲۳–۲۰۱۷ نشان داد که بهار کمترین غلظت آلاینده‌هایی مانند PM2.5، NO2، SO2 و CO را تجربه می‌کند، در حالی که پاییز و زمستان بالاترین میزان را نشان می‌دهند. این روند منعکس کننده یک رابطه معکوس با دما است، جایی که ماه‌های سردتر به دلیل عواملی مانند افزایش استفاده از وسیله نقلیه، گرمایش و همرفت جوی ضعیف تر، آلودگی بیشتری دارند. لایه مرزی کم عمق در طول زمستان پراکندگی آلاینده‌ها را بیشتر محدود می‌کند و باعث تجمع آنها در نزدیکی سطح می‌شود.
برعکس، سطح ازن (O3) همبستگی مستقیمی با دما دارد و در تابستان به اوج خود می‌رسد و در زمستان کاهش می‌یابد. بر اساس این مطالعه، تشکیل ازن شرایط اقلیمی را تسهیل می‌کند، به ویژه در مناطق شهری.